# مرانة (سردشت)
مرانة هي قرية في مقاطعة سردشت، إيران. يقدر عدد سكانها بـ 70 نسمة بحسب إحصاء 2016.